# Refinería de Puertollano
La refinería de Puertollano es un complejo petroquímico español que se encuentra situado en del municipio de Puertollano, en la provincia de Ciudad Real. Las instalaciones están operadas por Repsol y tienen una extensión de 320 hectáreas sobre la que se asientan varias plantas industriales.
Desde su inauguración, en 1966, la de Puertollano constituye uno de los principales complejos petrolíferos del país. Es también la única refinería española que se encuentra situada en el interior, si bien está conectada mediante un sistema de oleoductos a las costas mediterránea y atlántica. En sus instalaciones se elaboran diversos productos: gas licuado del petróleo, fuelóleos, naftas, olefinas, asfaltos, betunes, combustibles o lubricantes. El crudo que se procesa en Puertollano procede de Cartagena. Así mismo, el complejo se encuentra enlazado con la red ferroviaria a través de un ramal.

## Historia
Puertollano contaba desde finales del último tercio del siglo XIX con antiguas e importantes minas de carbón en las que, entre las diferentes capas, se hallaban pizarras con un contenido de productos aceitosos similares al petróleo. En la década de 1950 se abrió en la zona una fábrica de destilación de la pizarra bituminosa autóctona, aunque estas actividades ya se habían iniciado décadas antes. 
Dada la tradición que existía en el lugar, a principios de la década de 1960 se planteó la construcción de una instalación completa de refino de petróleo traído del exterior mediante un oleoducto. Un año después se solicitó a las autoridades la instalación de una refinería junto a una fábrica anexa de olefinas. La infraestructura industrial creada anteriormente en la zona sirvió de base para su construcción, siendo inaugurado el nuevo complejo el 6 de junio de 1966. Tras su entrada en servicio, la industria minera de las pizarras y el carbón entró en una profunda crisis que llevaría a su desaparición.
En origen la refinería pertenecía a la Empresa Nacional Calvo Sotelo de Combustibles Líquidos y Lubricantes (ENCASO), de titularidad estatal. Fue un proyecto del Gobierno de Francisco Franco para acercar la industrialización al interior de España, que ya en la década de 1960 sufría el azote de la despoblación. La de Puertollano constituyó la primera refinería de petróleo española que se construyó estando ubicada lejos de la costa. Para llevar el petróleo hasta el complejo petroquímico se construyó un oleoducto de 267 kilómetros de longitud, que atravesaba las provincias de Ciudad Real, Córdoba y Málaga. Esta instalación sería posteriormente sustituida por otra hacia Cartagena. Con posterioridad a 1970 las instalaciones de Puertollano han pasado por manos de ENPETROL, el Instituto Nacional de Hidrocarburos (INH) y Repsol. Esta última empresa, que sería privatizada progresivamente entre 1989 y 1997, ha venido desarrollando la modernización tecnológica y material de la refinería.

## Instalaciones

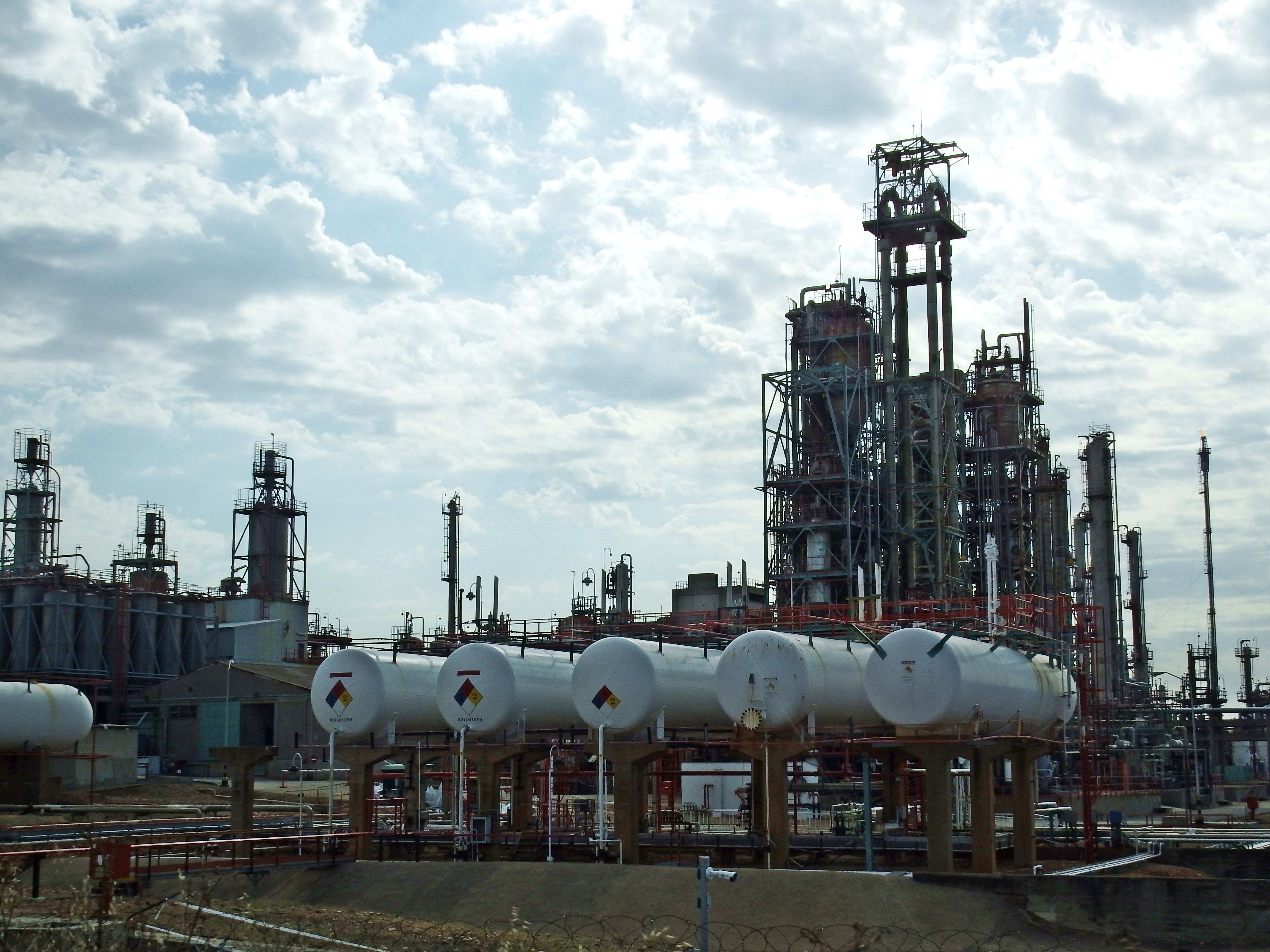
Tuberías e instalaciones diversas del complejo petroquímico, 2018.

El complejo petroquímico de Puertollano está formado principalmente por una planta refinadora de petróleo, una planta de lubricantes y una planta de olefinas. Para el año 2006 la refinería poseía una capacidad de tratamiento de unos 7,5 millones de toneladas al año. Existen también varias plantas auxiliares que prestan servicio a las industrias principales y una densa red de tuberías. El crudo es traído desde la refinería de Escombreras a través de un oleoducto de 351 kilómetros de longitud.
Así mismo, dentro del complejo petroquímico se encuentra situada una planta de Fertiberia que está a cargo de la elaboración de fertilizantes.

## Red ferroviaria
La empresa RENFE construyó un ramal ferroviario de 9,6 kilómetros de longitud que partía desde la estación de Puertollano y enlazaba con las instalaciones de la refinería, permitiendo así enlazar el complejo petroquímico con la red ferroviaria general de ancho ibérico. Este trazado entró en servicio de marzo de 1975, siendo electrificado con posterioridad. Dentro del propio complejo se levantó una red de vías e instalaciones auxiliares para las labores de clasificación.